# 伊布列西區

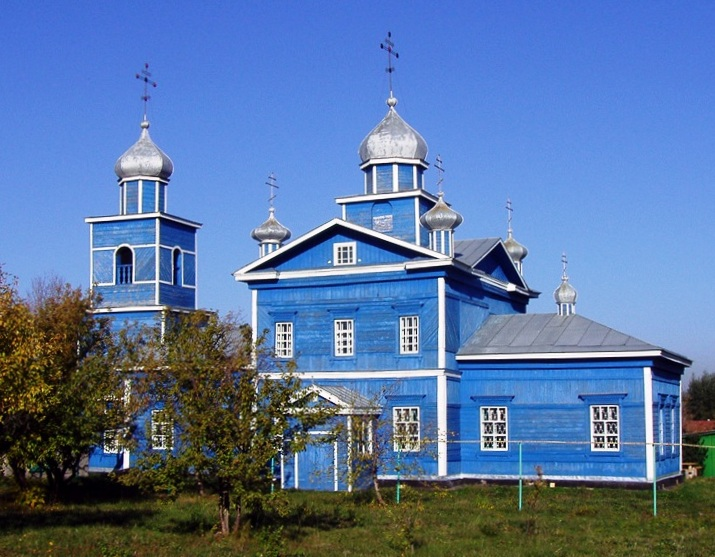

55°18′N 47°02′E / 55.300°N 47.033°E
伊布列西區（俄语：Ибресинский район），是俄羅斯的一個區，位於該國西部，由楚瓦什共和國負責管轄，始建於1944年9月5日，面積1,201平方公里，2010年人口26,192，人口密度每平方公里21.8人。